# Virgichneumon monostagon
Virgichneumon monostagon är en stekelart som först beskrevs av Johann Ludwig Christian Gravenhorst 1820.  Virgichneumon monostagon ingår i släktet Virgichneumon och familjen brokparasitsteklar. Arten är reproducerande i Sverige. Utöver nominatformen finns också underarten V. m. nigranator.